# SCIFiRE
SCIFIRE o Southern Cross Integrated Flight Research Experiment (Experimento de Investigación de Vuelo Integrado de la Cruz del Sur) es una asociación tecnológica militar estadounidense-australiana que está desarrollando un misil de crucero convencional hipersónico, impulsado por cohetes sólidos y de respiración aérea, que puede ser lanzado por aviones de combate o bombarderos existentes.

## Historia
El proyecto está dirigido por el Departamento de Defensa de Estados Unidos y el Departamento de Defensa de Australia. La Fuerza Aérea de los Estados Unidos, la Marina de los Estados Unidos, el Cuartel General de la Real Fuerza Aérea Australiana y el Grupo Australiano de Ciencia y Tecnología para la Defensa colaboran con los contratistas Boeing, Lockheed Martin y Raytheon Technologies.
El proyecto es una "consecuencia" del proyecto HIFiRE iniciado en 2007, en el que participaron los mismos socios y se exploró la tecnología de motores scramjet y se probó la dinámica de vuelo de un vehículo de planeo hipersónico Mach 8. SCIFiRE comenzó oficialmente en noviembre de 2020. El misil alcanzará una velocidad de Mach 5 y podrá lanzarse desde un F/A-18F Super Hornet, un EA-18G Growler, un F-35A Lightning II o un avión de vigilancia marítima P-8A Poseidon. Está previsto que las pruebas de vuelo se realicen en el complejo de tiro de Woomera de la RAAF, en el sur de Australia.
A partir de 2021, se espera que el misil entre en servicio en un plazo de 5 a 10 años. El Gobierno australiano considera que el misil es un elemento disuasorio potencial para posibles agresores en la región del Pacífico.
El siguiente misil de crucero de ataque hipersónico (HACM) de alcance táctico será fabricado por Raytheon Technologies y utilizará un scramjet de Northrop Grumman.